# 일라이자 슐레징어
일라이자 슐레싱거(영어: Iliza Shlesinger, 1983년 2월 22일 ~ )는 미국의 코미디언, 배우, 텔레비전 사회자이다. NBC사 방송 《라스트 코믹 스탠딩》 시즌6 우승자이다.

## 출연 작품

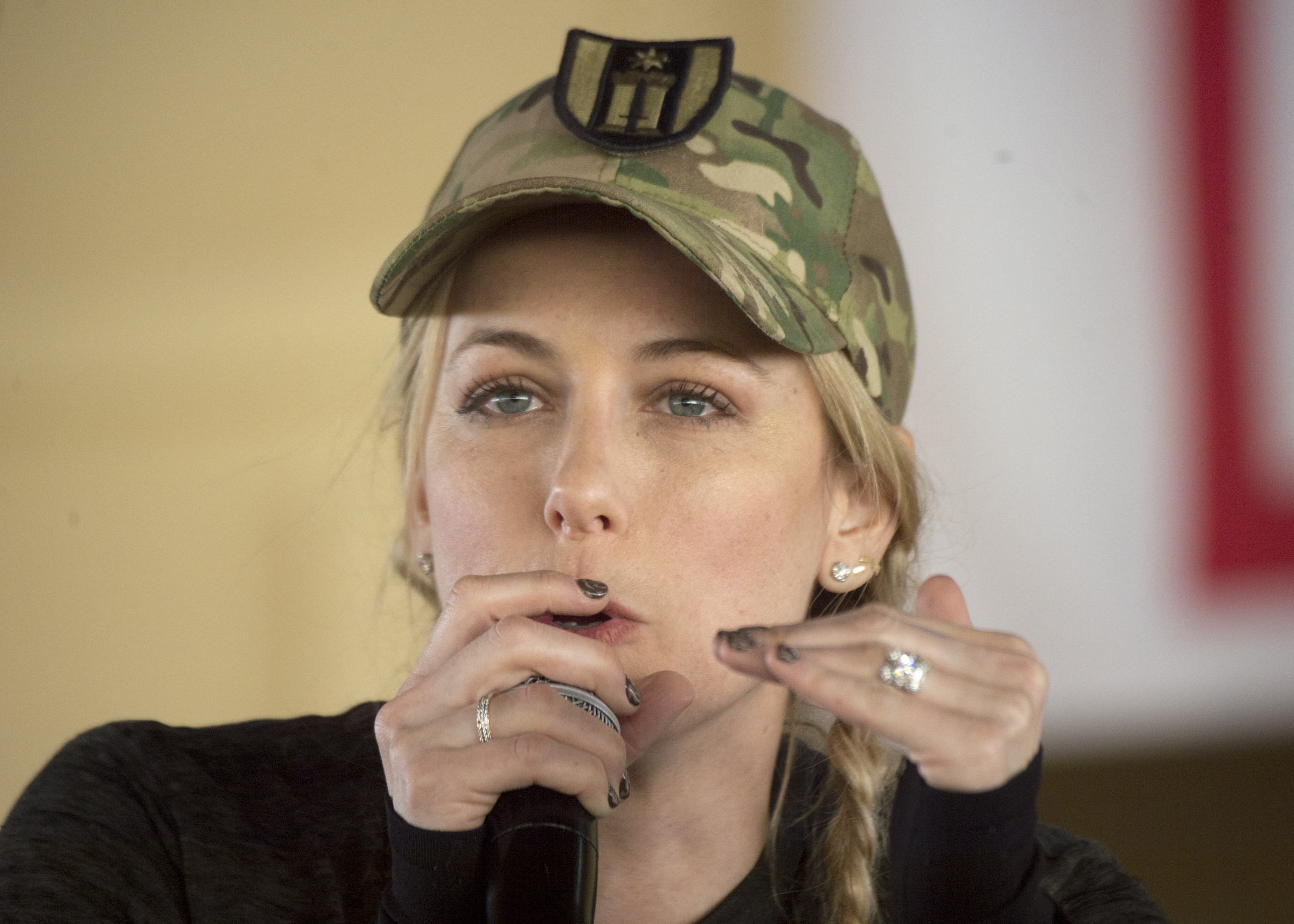
2017년 모습

- 그녀의 조각들 - 아니타 역
- 스펜서 컨피덴셜
- 겉보기엔 멀쩡한 남자 - 앤드리아 역